# Bulbophyllum cavipes
Bulbophyllum cavipes là một loài phong lan thuộc chi Bulbophyllum.